# Petar Klaić
Petar Klaić (20. září 1862 – 9. června 1910 Vídeň) byl rakouský právník a politik chorvatské národnosti z Dalmácie, na přelomu 19. a 20. století poslanec Říšské rady.

## Biografie
Jeho otcem byl politik Miho Klaić. Petar vystudoval italské gymnázium v Zadaru, pak studoval práva v Záhřebu a doktorát získal ve Vídni. Působil jako advokát v Zadaru. Byl veřejně a politicky aktivní. V letech 1897–1908 zasedal jako poslanec Dalmatského zemského sněmu a v letech 1900–1901 byl i členem zemského výboru. Byl členem Chorvatské národní strany. V roce 1904 z ní vystoupil a roku 1905 podepsal rezoluci (Riječka rezolucija) podporující sloučení národní strany a Strany práva. V Zadaru zasedal ve výboru chorvatské knihovny a chorvatského Sokola. V období let 1909–1910 byl předsedou Matice dalmatské (Matica dalmatinska). Podle jiného zdroje vystupoval v zemském sněmu jako příslušník Strany práva a prosazoval spojení Dalmácie s Chorvatskem a Bosnou.
Byl i poslancem Říšské rady (celostátního parlamentu Předlitavska), kam usedl v doplňovacích volbách roku 1896 za kurii venkovských obcí v Dalmácii, obvod Dubrovník, Korčula atd. Nastoupil 11. května 1896 místo svého otce Miho Klaiće. Mandát obhájil i ve volbách roku 1897, nyní za všeobecnou kurii, 1. volební obvod: Zadar, Pag, Rab atd. Uspěl zde i ve volbách roku 1901. Slib složil 8. února 1901. Ve volebním období 1891–1897 se uvádí jako Dr. Peter Klaić, advokát, bytem Zadar.
Ve volbách roku 1897 je řazen mezi chorvatské kandidáty.Po volbách potom na Říšské radě přistoupil k poslaneckému klubu Slovanský křesťansko národní svaz. Do voleb roku 1901 šel coby umírněný chorvatský národní kandidát. Po volbách byl členem poslaneckého Jihoslovanského klubu (též nazýváno Chorvatsko-slovinský nebo Slovinsko-chorvatský klub).
V závětu života byl nemocen a stáhl se z aktivní politiky. Zemřel v červnu 1910 v léčebném ústavu ve Vídni.